# Юнде
Юнде (нем. Jühnde) — община в Германии, в земле Нижняя Саксония.
Входит в состав района Гёттинген. Подчиняется управлению Дрансфельд. Население составляет 1097 человек (на 31 декабря 2010 года). Занимает площадь 24,49 км².
Коммуна подразделяется на 2 сельских округа.
| Год  | Население |
| ---- | --------- |
| 1990 | 991       |
| 1995 | 1082      |
| 2000 | 1068      |
| 2005 | 1083      |
| 2010 | 1087      |